# Johann Elias Schlegel
Johann Elias Schlegel (* 17. Januar 1719 in Meißen; † 13. August 1749 in Sorø, Dänemark) war ein deutscher Dichter, Dramatiker und Dichtungstheoretiker.

## Leben
Schlegel war Sohn des Appelationsrates und Stiftssyndikus Johann Friedrich Schlegel und Bruder von Johann Adolf Schlegel, Johann Heinrich Schlegel sowie Onkel von August Wilhelm und Friedrich Schlegel.  Von 1733 bis 1739 wurde er an der Fürstenschule in Schulpforta ausgebildet. Bereits während dieser Zeit schrieb er seine ersten Dramen, so 1736 Hekuba (späterer Titel: Die Trojanerinnen) und im Jahr darauf Die Geschwister in Taurien (Titel der umgearbeiteten Fassung: Orest und Pylades), dessen Uraufführung 1737 an der Fürstenschule erfolgte. 1739 gelangte das Stück aufgrund seines Erfolges auf die Neubert’sche Bühne in Leipzig. Zu dieser Zeit begann Schlegel mit der Arbeit an Dido. Ein weiteres Arbeitsfeld war seine wissenschaftliche Auseinandersetzung mit ästhetischen und dramaturgischen Fragen; in diesem Kontext verfasste er 1739 den Brief über die Trauerspiele der Alten und Neuen.
Von 1739 bis 1742 studierte Johann Elias Schlegel Geschichte, Philosophie und Rechtswissenschaften an der Universität Leipzig, wo er mit Johann Christoph Gottsched bekannt wurde. Für diesen schrieb er ab 1740 zahlreiche Beiträge für dessen Zeitschrift Schaubühne und wurde Mitglied der Gottsched’schen „Rednergesellschaft“. Mit den in diesem Kreis gängigen Auffassungen geriet er 1741 durch einen Vergleich von William Shakespeare (1564–1616) und Andreas Gryphius (1616–1664) in Konflikt: Als erster deutscher Autor würdigte er Shakespeares Vorbildhaftigkeit und legte eine eigene Dramen-Theorie vor, die Abhandlung von der Nachahmung. Im gleichen Jahr entstand sein Drama Hermann. Sein juristisches Examen legte er 1742 ab.
Als Privatsekretär des Sächsischen Gesandten von Spener arbeitete Schlegel 1742 kurzzeitig in Dresden, im folgenden Jahr ging er über Berlin nach Hamburg und wirkte seit 1743 in Kopenhagen. Hier lernte er den dänischen Lustspieldirektor Ludvig Holberg (1684–1754) kennen, mit dem ihn eine enge Freundschaft verband. In Kopenhagen entstand sein für die Schaubühne bestimmtes Drama Der geschäftige Müßiggänger, und Dido, ein Trauerspiel wurde fertiggestellt. Ab 1745 gab Johann Elias Schlegel als Alleinautor die Zeitschrift Der Fremde heraus, in der er über die Verhältnisse in Dänemark berichtete und dazu anregte, in freimütiger Art und Weise über kulturelle, historische und literarische Fragen nachzudenken.
Intensiv trat er für den Aufbau eines Theaters in Dänemark ein. So forderte er in seinem Schreiben für die Einsetzung eines Theaters in Kopenhagen, dass es unter der Leitung eines Intendanten stehen sollte und die Dichter eine Bezahlung erhalten müssten. Für dieses dänische Theater schrieb er einzelne Stücke, so das Lustspiel Der Geheimnisvolle, Die stumme Schönheit und Der Triumph der guten Frauen. Am 18. Dezember 1747, dem 23. Geburtstag der Kronprinzessin Louise, wurde das Kopenhagener Theater mit Schlegels Vorspiel Die Langeweile eröffnet. In dieser Zeit beteiligte er sich auch mit einigen lyrischen Arbeiten an dem von seinem Bruder Johann Adolf Schlegel (1721–1793) herausgegebenen Buch ohne Titel. Seine Erfahrungen mit der Theaterarbeit fasste er 1748 in der Schrift Beyträge zum dänischen Theater zusammen.
Im Jahre 1748 übernahm Johann Elias Schlegel eine außerordentliche Professur für neuere Geschichte, Staatsrecht und Kommerzwesen an der im Jahr zuvor gegründeten Ritterakademie in Sorø.  In den folgenden Jahren veröffentlichte er neben seiner Lehrtätigkeit die Aesthetischen und dramaturgischen Schriften und schrieb die Braut in Trauer, das später als ein vorbildliches Werk der deutschen Klassik bewertet wurde.
Johann Elias Schlegel war in seiner Zeit ein wichtiger Impulsgeber und Teilnehmer an den literarisch-ästhetischen Diskussionen im deutschsprachigen Raum (Gottsched, Bodmer). 

„Das 18. Jahrhundert ist zugleich die Zeit der wohl intensivsten kulturellen und literarischen Verbindungen zwischen Deutschland und Dänemark in der Geschichte der beiden Nationen. Eine Schlüsselperson dieser interkulturellen Beziehungen ist der deutsche Dichter, Dichtungstheoretiker und Gelehrte Johann Elias Schlegel.“

Am 26. April 1748 heiratete er in Kopenhagen Johanna Sophia Nierdt (* 29. Januar 1719 in Großenhain; † 22. Mai 1784 in Sorø), seine geliebte „Cloris“.
Mitten in rastlosem Schaffensdrang starb Johann Elias Schlegel am 13. August 1749 in Sorø.
Unter Mitwirkung seines Bruders Johann Adolf Schlegel erschien bereits 1750 eine erste Zusammenstellung seiner Werke unter dem Titel Lustspiele des Saintfoix in zwei Bänden. Eine vollständigere Werkausgabe in fünf Bänden gab zwischen 1761 und 1770 der inzwischen ebenfalls in Kopenhagen (als Historiker und Bibliothekar an der Königlich-Dänischen Bibliothek) wirkende Bruder Johann Heinrich Schlegel (1724–1780) heraus.

## Werke
(Zur Chronologie siehe die Zeittafel in Eugen Wolffs Monographie von 1892)
- Werke. Erster Theil (1761):
  - Orest und Pylades, ein Trauerspiel
  - Dido, ein Trauerspiel
  - Die Trojanerinnen, ein Trauerspiel (1745)
  - Canut, ein Trauerspiel
  - Hermann, ein Trauerspiel (1741, veröffentlicht 1743)
  - Des Sophokles Elektra (Übersetzung)
- Werke. Zweyter Theil (1762):
  - Lucretia, ein prosaisches Trauerspiel (1740)
  - Der geschäftige Müßiggänger, ein Lustspiel in fünf Aufzügen
  - Der Geheimnissvolle, ein Lustspiel in fünf Aufzügen (1741/46)
  - Der Triumph der guten Frauen, ein Lustspiel in fünf Aufzügen (1747)
  - Der gute Rath, ein Lustspiel in einem Aufzuge (1745)
  - Die stumme Schönheit, ein Lustspiel in einem Aufzuge (1747, veröffentlicht 1748)
  - Die Langeweile, ein Vorspiel bey Eröffnung des dänischen Theaters (1747)
  - Unvollendeter Entwurf der Gothrika, eines Trauerspiels (1748)
  - Die Braut in Trauer, Fragment einer Tragödie nach dem Englischen des Congrese (1748)
  - Die drey Philosophen, Fragment eines Lustspiels (1742)
  - Die entführte Dose, ein Nachspiel, nebst einem kleinen Fragmente eines tragikomische Nachspiels: Der Gärtnerkönig (1740 bzw. 1746)
- Werke. Dritter Theil (1764):
  - Nachricht und Beurtheilung von »Herodes dem Kindermörder« einem Trauerspiele Johann Klajs
  - Vergleichung Shakespears und Andreas Gryphs bey Gelegenheit einer Uebersetzung von Shakespears Julius Caesar. Berlin 1741
  - Schreiben über die Komödie in Versen
  - Von der Nachahmung (Abhandlung)
  - Abhandlung von der Unähnlichkeit in der Nachahmung
  - Demokrit. Ein Todtengespräch
  - Auszug eines Briefes, welcher einige kritische Anmerkungen über die Trauerspiele der Alten und Neuern enthält
  - Von der Würde und Majestät des Ausdrucks im Trauerspiele
  - Gedanken über das Theater und insonderheit das dänische
    - Schreiben von Errichtung eines Theaters in Kopenhagen
    - Gedanken zur Aufnahme des dänischen Theaters

  - Reden von den Vortheilen der Beredsamkeit
    - Daß die Beredsamkeit selbst einen geschickten Stoff zur Beredsamkeit giebt. Eine Beantwortungsrede
    - Rede von dem Nutzen der schönen Wissenschaften im gemeinen Leben und in Geschäfften

  - Moralische Reden
    - Daß die Belohnung der Verdienste das wahre Kennzeichen einer löblichen Regierung sey
    - Daß niemand von seinen Vollkommenheiten gänzlich versichert seyn könne
    - Daß die Versicherung von seinen Vollkommenheiten die beste Belohnung derselben sey

  - Zweyerley Gestalten in Einer Person
  - Der junge Herr
  - Schreiben von den sinnlichen Ergötzlichkeiten, besonders vom Tanzen
  - Moralische Aufsätze
    - Betrachtung über den Charakter Josephs in Ansehung seiner Aufrichtigkeit
    - Von der Achtung für die Urtheile der Welt
    - Vom Beyfalle der Welt, den ein Schriftsteller hoffet
    - Von der Höflichkeit, vorsetzlich im Spiele zu verlieren
    - Vom aufgeräumten Wesen. Ein Gespräch

  - Die Prinzessin Zartkinda und Prinz Typhon. Eine Erzählung aus den Zeiten der Feyen. Aus dem Französischen übersetzt. Nebst einer Zueignungsschrift des Uebersetzers an die Eigenliebe
  - Die Pracht zu Landheim. Ein Lustspiel in fünf Aufzügen
- Werke. Vierter Theil (1766):
  - Zwey Bücher des Heldengedichts Heinrich der Löwe
  - Bemühungen Irenes und der Liebe
  - Briefe und vermischte Gedichte
  - Erzählungen
  - Oden
  - Kantaten
  - Anakreontische Oden
  - Kleinigkeiten
  - Historische Abhandlungen
- Werke. Fünfter Theil nebst dem Leben des Verfassers (1770):
  - Leben des Verfassers (von Johann Heinrich Schlegel, S. VII–LI)
  - Klagen eines Bruders bey dem Tode Johann Elias Schlegels von Johann Adolf Schlegeln (S. LV–LXIV)
  - »Der Fremde«, eine Wochenschrift zu Kopenhagen herausgegeben in den Jahren 1745 und 1746
- Johann Elias Schlegels aesthetische und dramaturgische Schriften (Hrsg. von Johann von Antoniewicz, 1887)
- Die glückliche Insel (Erzählung)

### Moderne Ausgaben
- Johann Elias Schlegel: Ausgewählte Werke. Hrsg. von Werner Schubert (= Textausgaben zur deutschen Klassik, Bd. 2). Arion, Weimar 1963.
- Johann Elias Schlegel: Ästhetische und dramaturgische Schriften. Hrsg. von Johann von Antoniewicz. Wissenschaftliche Buchgesellschaft, Darmstadt 1970.
- Johann Elias Schlegel: Vergleichung Shakespears und Andreas Gryphs. Reclam, Stuttgart 1984, ISBN 3-15-008242-0.
- Johann Elias Schlegel: Theoretische Texte. Mit einem Nachwort hrsg. von Rainer Baasner. (Theatertexte; 9). Wehrhahn, Hannover 2000, ISBN 3-932324-19-6.

### Einführungen und Übersichten
- Johann Elias Schlegel. In: Heinz Ludwig Arnold (Hrsg.): Kindlers Literatur Lexikon. 3., völlig neu bearbeitete Auflage. 18 Bde. Stuttgart: Metzler 2009. ISBN 978-3-476-04000-8, Bd. 14, S. 550–552.
- Johann von Antoniewicz: Schlegel, Johann Elias. In: Allgemeine Deutsche Biographie (ADB). Band 31, Duncker & Humblot, Leipzig 1890, S. 378–384.
- Julia Jerosch: Schlegel, Johann Elias. In: Neue Deutsche Biographie (NDB). Band 23, Duncker & Humblot, Berlin 2007, ISBN 978-3-428-11204-3, S. 36 f. (Digitalisat).
- Inga Reske: Johann Elias Schlegel im europäischen Kontext: Schlegel und Ludvig Holberg. Reihe Bochumer Schriften zur deutschen Literatur. Neue Folge. Peter Lang, Frankfurt am Main etc. 2016.
- Georg-Michael Schulz: Schlegel, Johann Elias. In: Walther Killy (Hrsg.): Literaturlexikon. Band 10, S. 266 f.
- Oskar Ludwig Bernhard Wolff: Johann Elias Schlegel. In: Encyclopädie der deutschen Nationalliteratur oder biographisch-kritisches Lexikon der deutschen Dichter und Prosaisten seit den frühesten Zeiten, nebst Proben aus ihren Werken, Bd. 6, S. 448–451.
- Johann Elias Schlegel: 12 Übersetzungen französischer Lieder auf Freimaurer-Wiki

### Sonstiges
- Sibylle Plassmann: Die humane Gesellschaft und ihre Gegner in den Dramen von J. E. Schlegel. Lit, Münster u. a. 2000, ISBN 3-8258-4868-X.
- Gerlinde Bretzigheimer: Johann Elias Schlegels poetische Theorie im Rahmen der Tradition. Fink, München 1986, ISBN 3-7705-2347-4.
- Georg-Michael Schulz: Die Überwindung der Barbarei. Johann Elias Schlegels Trauerspiele. Niemeyer, Tübingen 1980, ISBN 3-484-10399-X.
- Albert Meier: Johann Elias Schlegel: „Canut, ein Trauerspiel“. In: Dramen vom Barock bis zur Aufklärung. Stuttgart 2000 (rub 17512: Literaturstudium. Interpretationen), S. 251–274.
- Albert Meier: La réception de Pierre Corneille par Johann Elias Schlegel. In: Pierre Corneille et l’Allemagne. L’œuvre dramatique de Pierre Corneille dans le monde germanique (XVIIe-XIXe siècles). Sous la direction de Jean-Marie Valentin avec la collaboration de Laure Gauthier. Paris 2007, S. 259–271 (Übersetzung: Laure Gauthier).
- Albert Meier: Von Paris über Leipzig nach Kopenhagen? Dystopien des Klassizismus bei Johann Christoph Gottsched und Johann Elias Schlegel. In: Topographien der Antike in der literarischen Aufklärung. Herausgegeben von Annika Hildebrandt, Charlotte Kurbjuhn, Steffen Martus. Publikationen zur Zeitschrift für Germanistik. Neue Folge: Band 30. Bern – Berlin – Bruxelles – Frankfurt am Main – New York – Oxford – Wien 2016, S. 117–128.
- Albert Meier: Wenig Galle. Johann Elias Schlegels anakreontische Wochenschrift Der Fremde. In: Hansen, Søren Peter / Stockhorst, Stefanie (Hrsgg.): Deutsch-dänische Kulturbeziehungen im 18. Jahrhundert / German-Danish Cultural Relations in the 18th Century (Schriften des Frühneuzeitzentrums Potsdam 9). Göttingen 2019, S. 55–65.
- Leonie Süwolto, Sahra Puscher (Hrsg.): Johann Elias Schlegel und das Theater (= Poesis, Bd. 8). Brill, Paderborn 2024, ISBN 978-3-7705-6884-0.